# Yushu (Jilin)
Pour les articles homonymes, voir Yushu.
Yushu (榆树 ; pinyin : Yúshù) est une ville de la province du Jilin en Chine. C'est une ville-district placée sous la juridiction de la ville sous-provinciale de Changchun. Elle se situe à plus de 140 kilomètres au nord-est du centre de Changchun et à environ 100 kilomètres au sud de Harbin. C'est la ville de naissance de Hui Liangyu, un vice-premier ministre chinois.

## Démographie
La population du district était de 1 220 970 habitants en 1999.